# 모니카 베버코스토
모니카 베버코스토(독일어: Monika Weber-Koszto, 1966년 2월 7일~) 또는 모니카 베베르코스토(루마니아어: Monika Veber-Koszto)는 루마니아 태생의 독일의 은퇴한 펜싱 선수로 주 종목은 플뢰레이다. 1984년 하계 올림픽에 루마니아 국가대표로 참가하여 여자 플뢰레 단체전 은메달을 획득했다. 1986년 서독으로 망명했으며 독일 국가대표 선수가 되었다. 이후 독일 국가대표 선수로서 1992년 하계 올림픽에서 여자 단체전 은메달, 1996년 하계 올림픽과 2000년 하계 올림픽에서 여자 단체전 동메달을 획득했다.